# David Noel Freedman
David Noel Freedman (12 mai 1922 - 8 avril 2008), fils de l'écrivain David Freedman (en), est un bibliste universitaire, archéologue, pasteur presbytérien et surtout auteur et éditeur particulièrement prolifique. Il est l'un des premiers Américains à avoir travaillé sur les rouleaux de la mer Morte. 

## Biographie

### Jeunesse et formation
Noel Freedman est né à en 1922, fils de David et Beatrice Freedman. Son père meurt en 1935 et Noel ajoute alors le prénom de son père au sien en sa mémoire. Peu après, David Noel se convertit au christianisme et devient membre de l'Église presbytérienne. Il étudie ensuite au 
City College of New York (1935-1938), puis à l'Université de Californie à Los Angeles où il obtient en 1941 (à 17 ans) un diplôme (B.A.) d'Histoire moderne européenne, puis au Princeton Theological Seminary dont il obtient le diplôme (B.A.) en 1944, avec une spécialisation sur la Bible hébraïque. En 1945, il commence un cycle de doctorat en littératures et langues sémitiques à l'université Johns-Hopkins. En 1947 alors qu'il est toujours en cours d'études, les fouilles des grottes de la mer Morte commencent à livrer des milliers de fragments de manuscrits. Il est l'un des premiers Américains à avoir eu accès à ces manuscrits et pendant 20 ans, il reconstitue, étudie et traduit un rouleau contenant le livre du Lévitique, un des 5 livres du Pentateuque.

### Carrière professorale
- 1992-2008: Chaire dotée d'Etudes bibliques hébraïques, University of California, San Diego (UCSD).
- 1989-1997: Directeur de programme pour l'Étude des religions à UCSD.
- 1986-1992: professeur à l'University of Michigan et à UCSD
- 1984-1992: chaire Arthur F. Thurnau d'Études bibliques, University of Michigan, Ann Arbor
- 1971-1983: professeur de sciences bibliques, University of Michigan, Ann Arbor
- 1966-1971: Doyen de la faculté de théologie à San Francisco Theological Seminary (SFTS, San Anselmo, Californie)
- 1964-1971: chaire Gray d'exegèse d'Ancien Testament à SFTS & Graduate Theological Union (Berkeley, Californie)
- 1961-1964: chaire James A. Kelso d'hébreu et d'Ancien Testament, Pittsburgh Theological Seminary
- 1948-1964: professeur d'Ancien Testament, Pittsburgh Theological Seminary and Western Theological Seminary, Pittsburgh, Pennsylvanie
- 1947-1948: maître assistant à Johns Hopkins University, Baltimore, Maryland
- 1946-1947: chargé de cours, Johns Hopkins University

### Fin de vie
En 2007, âgé de 85 ans et toujours actif, il publie ce qui semble être son 351e livre, consacré aux manuscrits de la mer Morte, sujet de plus de 50 ans d'études. Il meurt d'une crise cardiaque à 85 ans en 2008 alors qu'il avait encore enseigné au cours d'un séminaire la semaine précédente. Bien qu'il n'ait apparemment pas senti la mort venir, il avait fait don de son immense bibliothèque personnelle, soit plusieurs milliers de livres, à l'Université de Californie San Diego (USCD), où elle forme à présent la salle de lecture de la Bible hébraïque David Noel Freedman.

## Fouilles archéologiques
Albright Institute of Archaeological Research (American Schools of Oriental Research), Jerusalem
Directeur, 1969-70 et 1976-77
Ashdod Excavation Project
Directeur, 1962-64

## Œuvres
David Noel Freedman a produit plus de trois cent cinquante livres universitaires, soit comme éditeur de plusieurs séries comme l'Anchor Bible Series (1956–2008), les Eerdmans Critical Commentaries (2000–2008) et The Bible in Its World (2000–2008) ou comme auteur de nombreux ouvrages de référence, par exemple Eerdmans Dictionary of the Bible (2000). Parmi ses récents travaux majeurs :
- Unity of the Hebrew Bible (1991),
- Psalm 119 : The Exaltation of Torah (1999)
- The Nine Commandments (2000)
- What are the Dead Sea Scrolls and Why Do They Matter ? (2007).

En tant qu'éditeur du Codex de Léningrad, A Facsimile Edition en 1998, Freedman et ses collègues ont fourni aux synagogues, aux églises, aux bibliothèques et aux individus, la plus ancienne Bible hébraïque complète du monde et ce, pour la première fois dans l'histoire.

## Compléments

## Source
- (en) Cet article est partiellement ou en totalité issu de l’article de Wikipédia en anglais intitulé « David Noel Freedman » (voir la liste des auteurs).